# SkatePro
SkatePro ApS er en dansk internetbutik, der forhandler udstyr til skateboarding, cykling, skiløb og andre sportsgrene og fritidsaktiviteter. Virksomheden blev stiftet i 1996 af Jakob Høy Biegel, der i dag er bestyrelsesformand.[kilde mangler] Siden 2019 har Carsten Schmidt været administrerende direktør.
SkatePro har sit hovedsæde i Søften, der ligger 12 km nordvest for Aarhus. Virksomheden har 144 fuldtidsansatte pr. 2020.
I 2015 vandt butikken »E-handelsprisen«.[kilde mangler]